# Die Frau mit einem Schuh
Die Frau mit einem Schuh ist ein österreichischer Fernsehfilm aus der Landkrimi-Filmreihe aus dem Jahr 2014 von Michael Glawogger mit Nina Proll, Karl Fischer und Edita Malovčić in den Hauptrollen. Die Premiere erfolgte im März 2014 auf der Diagonale, im ORF wurde der Film am 18. Dezember 2014 erstmals ausgestrahlt. Im ZDF wurde der Film am 24. Juni 2018 gezeigt.

## Handlung
In einem Schotterteich wird ein menschlicher Skalp gefunden, auf einer Hühnerfarm hacken die Hühner auf einer abgetrennten Hand herum. Die Zentrale in Wiener Neustadt stellt fest, dass die Leichenteile von derselben Frau stammen, unklar ist aber zunächst deren Identität. Während die taffe, unterforderte und versetzungswillige Inspektorin Franzi sich freut, endlich einmal einen richtigen Fall zu haben, ist ihr Kollege Michael, genannt „Michi“, eher einer von der gemütlichen Sorte. Für ihn sind die wahren Verbrecher Banken und Versicherungen, er hätte lieber weiter seine Ruhe. 
Seit dem Ausbruch eines weiblichen Häftlings aus der nahegelegenen Justizanstalt Schwarzau vor einem Jahr ist in der Gegend kaum etwas passiert. Eine einsame und etwas verwirrt wirkende ältere Dame will beobachtet haben, dass eine junge Autostopperin in einen blauen Kombi gestiegen ist. Das einzige Fahrzeug dieses Typs in der Umgebung gehört dem etwas zwielichtig wirkenden Mechaniker und Werkstättenbesitzer Gerry. Er führt eine leidenschaftliche Ehe mit seiner attraktiven Frau Silvia, das Auto stellt er seinen Kunden als Ersatz zur Verfügung, während er an deren Fahrzeugen arbeitet. Franzi vermutet, dass die Leichenteile in einem Zusammenhang mit dem Ausbruch vor einem Jahr stehen, nach dem auch Mechaniker Gerry in Verdacht geriet. Eine DNS-Überprüfung ergibt aber keine Übereinstimmung.

## Produktion
Die Dreharbeiten fanden vom 15. Juli bis zum 13. August 2013 statt, gedreht wurde in Niederösterreich im Industrieviertel. Drehorte waren unter anderem Pitten, Wiener Neustadt, Schwarzau am Steinfeld, Bad Erlach, Baden, Bad Fischau, Lanzenkirchen und Linz. Produziert wurde der Film von der Lotus Film, beteiligt war der Österreichische Rundfunk, unterstützt wurde die Produktion vom Fernsehfonds Austria und dem Land Niederösterreich.
Die Musik stammt von Norbert Wally und seiner Grazer Band The Base. Für das Kostümbild zeichnete Martina List verantwortlich, für den Ton Dietmar Zuson, für das Szenenbild Maria Gruber und für das Maskenbild Michaela Payer.

## Rezeption
In Österreich verfolgten den Film bei Erstausstrahlung im ORF 711.000 Zuschauer. Im ZDF sahen den Film bei Erstausstrahlung 4,20 Millionen Personen, der Marktanteil betrug 12,2 Prozent.
Tilmann P. Gangloff von tittelbach.tv meinte, dass dieser Film, der im Gegensatz zu Koproduktionen mit dem deutschen Fernsehen ursprünglich nur für ein österreichisches Publikum entstand, auch so klingen würde. Das ZDF habe den Film zwar akustisch etwas entschärft, trotzdem würden viele Zuschauer Schwierigkeiten haben, allen Dialogen zu folgen. Die Geschichte würde allerdings auch so funktionieren. „Der Krimi war das letzte fertig gestellte Werk des vor allem für seine Dokumentarfilme mehrfach ausgezeichneten Regisseurs Michael Glawogger, dessen Spielfilme regelmäßig etwas schräg waren. Auch in seinem Landkrimi drängen die skurrilen Nebenfiguren die eigentliche Handlung gern mal in den Hintergrund.“
Hans Czerny befand im Weser-Kurier, dass der Film weniger durch sein Lokalkolorit als durch die Nähe zu seinen Figuren überzeugen würde. „Umwerfend Karl Fischer als Polizist mit galligem Schwarzhumor oder Robert Palfrader als dauerkochender Arbeitsloser im charmanten Reihenhaus.“

## Auszeichnungen
- 2014: Biberacher Filmfestspiele – Fernsehbiber[11]